# Campioni italiani assoluti di atletica leggera - Lancio del disco a due mani femminile
Questa pagina raccoglie un elenco di tutte le campionesse italiane dell'atletica leggera nel lancio del disco a due braccia, gara che si tenne solo nell'edizione del 1926 dei campionati italiani assoluti di atletica leggera.

## Albo d'oro
| Anno | Atleta (società)                   | Prestazione |
| ---- | ---------------------------------- | ----------- |
| 1926 | Lina Banzi Pro Patria et Libertate | 44,13 m     |